# NGC 7237
NGC 7237 est une vaste galaxie elliptique située dans la constellation de Pégase. NGC 7237 a été découverte par l'astronome allemand Albert Marth en 1864.

## Description
Sa vitesse par rapport au fond diffus cosmologique est de 7 501 ± 25 km/s, ce qui correspond à une distance de Hubble de 110,6 ± 7,8 Mpc (∼361 millions d'al).
À ce jour, sept mesures non basées sur le décalage vers le rouge (redshift) donnent une distance de 113,829 ± 30,550 Mpc (∼371 millions d'al), ce qui est à l'intérieur des valeurs de la distance de Hubble.

## Triplet de galaxies (Arp 169)
NGC 7237 forme avec ses voisines, NGC 7236 et NGC 7237C (PGC 200377), un triplet apparent de galaxies. En effet, de ces trois galaxies, seules deux sont réellement situées dans une même région de l'espace et sont en interaction gravitationnelle. NGC 7237C, la galaxie la plus à l'est du triplet, est, elle, située au premier plan. Sa distance de Hubble est égale à 100,31 ± 7,03 Mpc (∼327 millions d'al), elle ne possède donc aucun lien physique avec la paire en arrière-plan. De plus, sa vitesse de récession est plus faible que celle de la paire en interaction.
La paire NGC 7236/7 figurent dans l'atlas des galaxies particulières d'Halton Arp sous la cote Arp 169. Les deux galaxies ont vraisemblablement déjà connu une rencontre rapprochée par le passé et devraient à terme finirent par complètement fusionner, dans un avenir lointain.

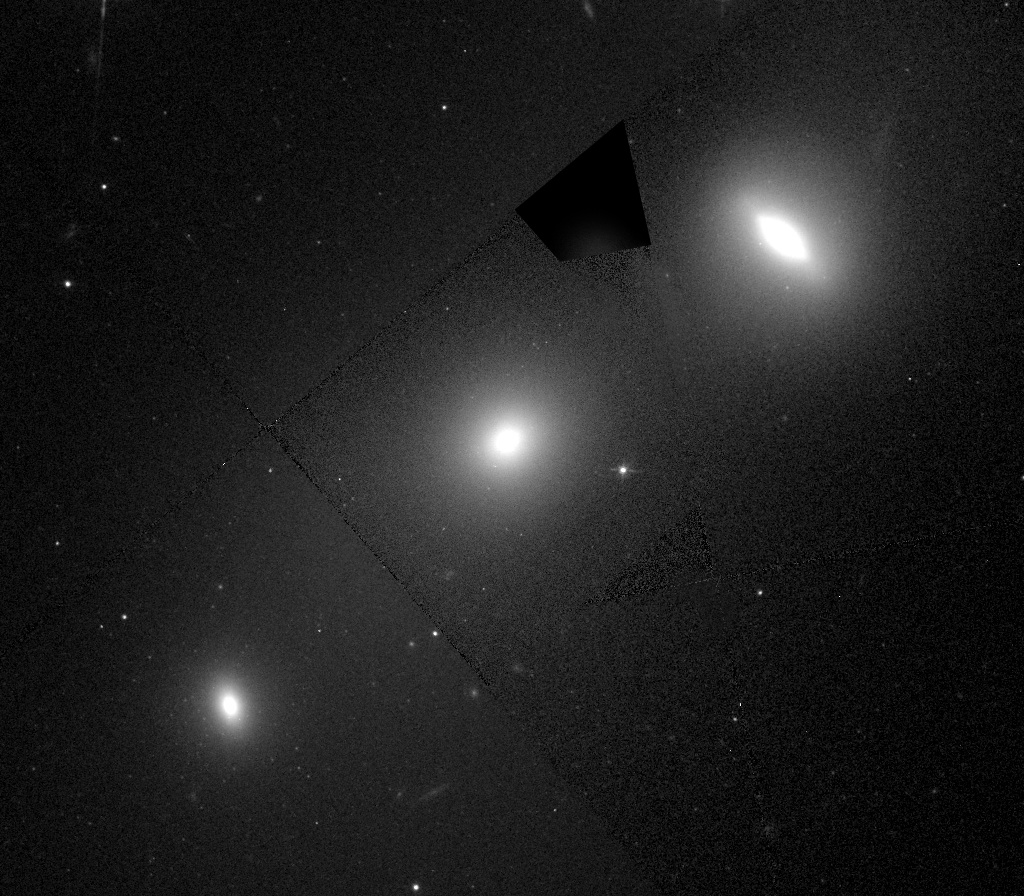
Arp 169 selon les données du télescope spatial Hubble.

### NGC 7237, une ancienne radiogalaxie?
Au début des années 1990, une source d'onde radio faiblement résolue fut détectée dans NGC 7237. Celle-ci possède une émission diffuse englobant la paire de galaxies NGC 7236/7. Cette source présente aussi une morphologie inhabituelle, probablement due à l'interaction entre les deux galaxies. Les observations du télescope spatial Chandra, dans la domaine des rayons X, ont montré plus en détail la présence de vieux lobes radio sur le point de se disloquer.